# Jan Brasser
Reindert Johannes « Jan » Brasser  (né le 20 novembre 1912 à Amsterdam et mort le 30 août 1999 dans cette même ville) est un athlète néerlandais, spécialiste du 110 mètres haies et des épreuves combinées.

## Biographie
Il remporte la médaille de bronze du 110 m haies lors des championnats d'Europe de 1938, à Paris, devancé par le Britannique Donald Finlay et le Suédois Håkan Lidman.
Il participe aux Jeux olympiques de 1936 à Berlin. Douzième du concours du saut en hauteur, il se classe cinquième du décathlon.

### Palmarès
| Date | Compétition           | Lieu   | Résultat | Épreuve         | Performance |
| ---- | --------------------- | ------ | -------- | --------------- | ----------- |
| 1936 | Jeux olympiques       | Berlin | 5e       | Décathlon       | 6 570 pts   |
| 1936 | Jeux olympiques       | Berlin | 12e      | Saut en hauteur | 1,85 m      |
| 1938 | Championnats d'Europe | Paris  | 3e       | 110 m haies     | 14 s 8      |

### Records
| Épreuve     | Performance | Lieu  | Date             |
| ----------- | ----------- | ----- | ---------------- |
| 110 m haies | 14 s 6      | Paris | 4 septembre 1938 |